# Lobos (ostrov)
Lobos (španělsky Isla de Lobos) je malý ostrov Kanárských ostrovů (Španělsko), nachází se 2 km severně od ostrova Fuerteventura. Má rozlohu 4,68 km². Správně patří k obci La Oliva na ostrově Fuerteventura. Od roku 1982 je přírodní rezervací (Parque Natural del Islote de Lobos).
Ostrov je přístupný pro turisty prostřednictvím krátké cesty trajektem z města Corraleja na severu ostrova Fuerteventura.  Na ostrově Lobos jsou prázdninové domy místních rybářů a občanská vybavenost. Na severovýchodním konci ostrova se nachází maják Punta Martiño, majitel majáku a jeho rodina byli posledními trvalými obyvateli Lobosu, dokud nebyl maják v šedesátých letech minulého století automatizován.

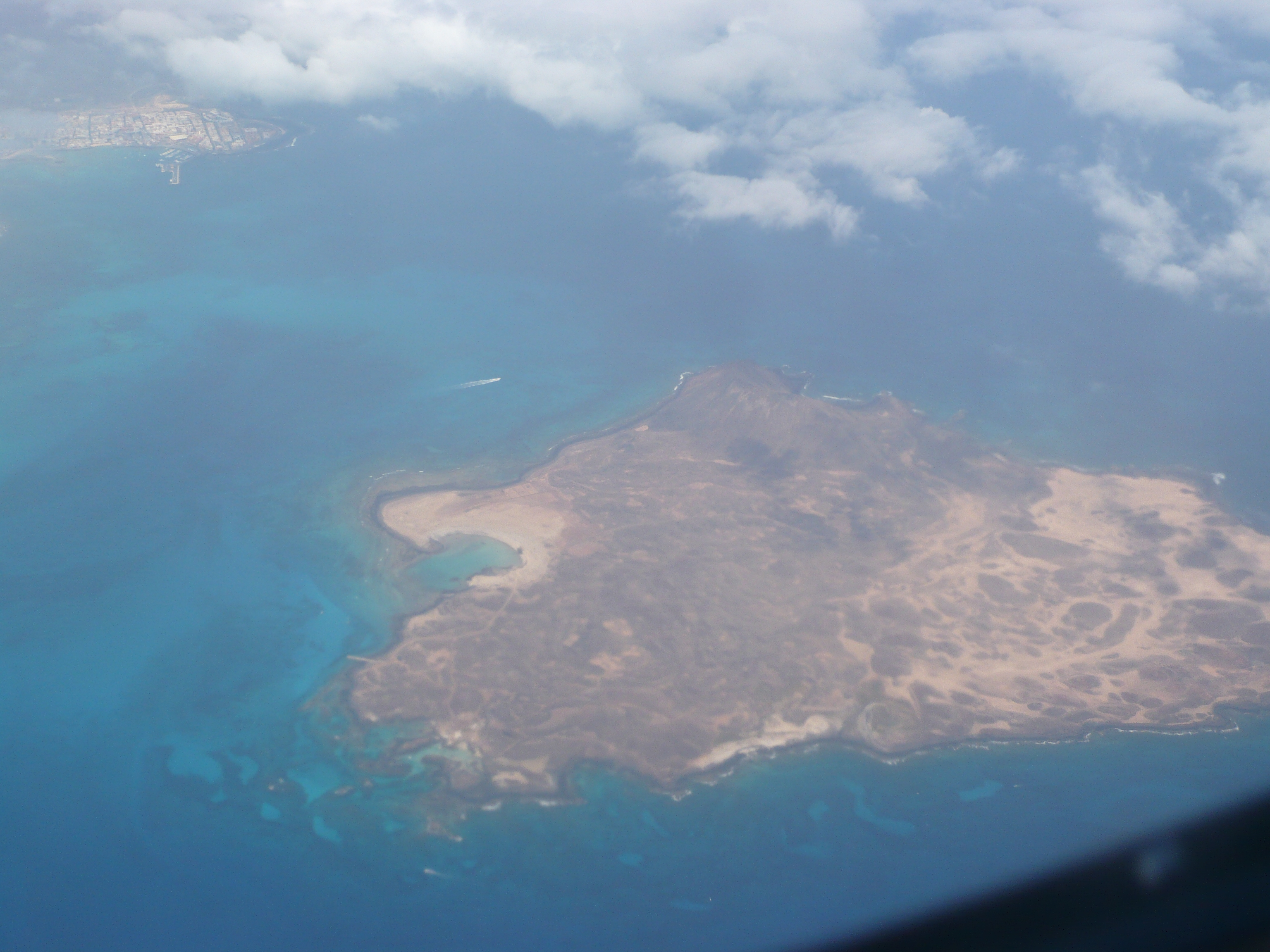
Letecký pohled na Ostrov Lobos, s přístavem Corralejo, Fuerteventura Island, v levém horním rohu

V roce 1405 sloužil ostrov Lobos jako zásobovací základna mořeplavce Jeana de Béthencourta pro dobytí Fuerteventury.

## Původ jména
Ostrov Lobos (Vlčí ostrov) byl pojmenován podle velkého množství mořských vlků – tuleňů středomořských, kteří tam žili. Tuleni středomořští byli jedinými obyvateli ostrova, když byl objeven španělskými dobyvateli v patnáctém století, ale s příchodem člověka tato zvířata byla masově lovena námořníky a rybáři, kteří je používali jako zdroj potravin, tuku a kůže. V důsledku tohoto lovu druh na ostrově nakonec vyhynul a jeho přítomnost je již jen občasná.

## Geografie
Ostrov Lobos, stejně jako ostatní Kanárské ostrovy, je sopečný ostrov. Jeho stáří se odhaduje mezi 6000 a 8000 lety. Nejvyšší bod je na ostrově sopečná kaldera Montaña La Caldera, která dosahuje 127 metrů nad mořem. Na ostrově se nachází malé jezero.

## Fauna a flóra
Přestože se jedná o poušť a sopečnou krajinu, na ostrově Lobos se nachází velké množství přírodních míst. Pro svou velkou ekologickou rozmanitost byla tato lokalita vyhlášena chráněnou zónou Parque Natural del Islote de Lobos. Vyskytuje se zde více než 130 druhů rostlin, mezi nimiž je i endemit ostrova - siempreviva (Limonium ovalifolium) a mořská uvila (Tetraena fontanesii), která je velmi atraktivní díky svému tvaru a zbarvení.
Stejně tak jsou důležitým prvkem ostrova ptáci: žije zde velké množství mořských ptáků, kteří obvykle hnízdí na útesech a skalách. K hnízdícím mořským ptákům patří buřňák atlantský a buřňák menší, hnízdí zde buřňák evropský a buřňák páskovaný a žijí zde i kulíci mořští. Ostrov byl vyhlášen zvláště chráněným územím (SPA) pro ptáky a BirdLife International ho také uznal za významné ptačí území.

## Historie
Nedávné archeologické nálezy dospěly k závěru, že starověký Řím založil na ostrově (případně sezónní) osídlení, které souviselo s získáním purpurového barviva.
 V roce 1405 sloužil ostrov Lobos jako zásobovací základna pro dobytí Fuerteventury Jeanem de Béthencourtem. Do roku 1968 byli jedinými obyvateli ostrova strážce majáku a jeho rodina, kteří měli na starost provoz majáku Faro de Lobos, který se nachází v Punta Martiño na severním cípu ostrova, významného místního orientačního bodu (jeho jméno bylo Antonito; škola ve městě Corralejo byla pojmenována po něm). Ostrov byl jako jedna z prvních přírodních oblastí Kanárských ostrovů vyhlášen v roce 1982 přírodním parkem. Později byl ostrov vyhlášen také oblastí zvláštní ochrany ptactva a žije zde mnoho mořských druhů stěhovavých ptáků.

## Cestovní ruch
Ostrov je oblíbeným místem pro jednodenní výlety turistů z Fuerteventury, kteří se zajímají o flóru, faunu a geologii. Z přístavu Corralejo sem v denních hodinách jezdí pravidelná lodní doprava. Kvůli ochraně přírodní krajiny před lidským zásahem je přístup omezen na vyhrazené oblasti a na řadu pěších stezek, které jsou označeny směrovými tabulemi na ochranu chráněných oblastí. Stezky vedou návštěvníky od přístaviště lodí rozmanitou krajinou, mimo jiné k majáku v Punto Martino a na vrchol kaldery. V okolí se nachází malá chráněná mořská laguna Playa de la Concha s písečnou pláží ke koupání.
Před rokem 2007 mohli návštěvníci požádat úřad pro životní prostředí místní samosprávy Fuerteventury o povolení tábořit na ostrově, a to maximálně na tři noci na jednom povoleném místě zvaném "El carpintero". Od roku 2007 je kempování na ostrově zakázáno.

## Galerie

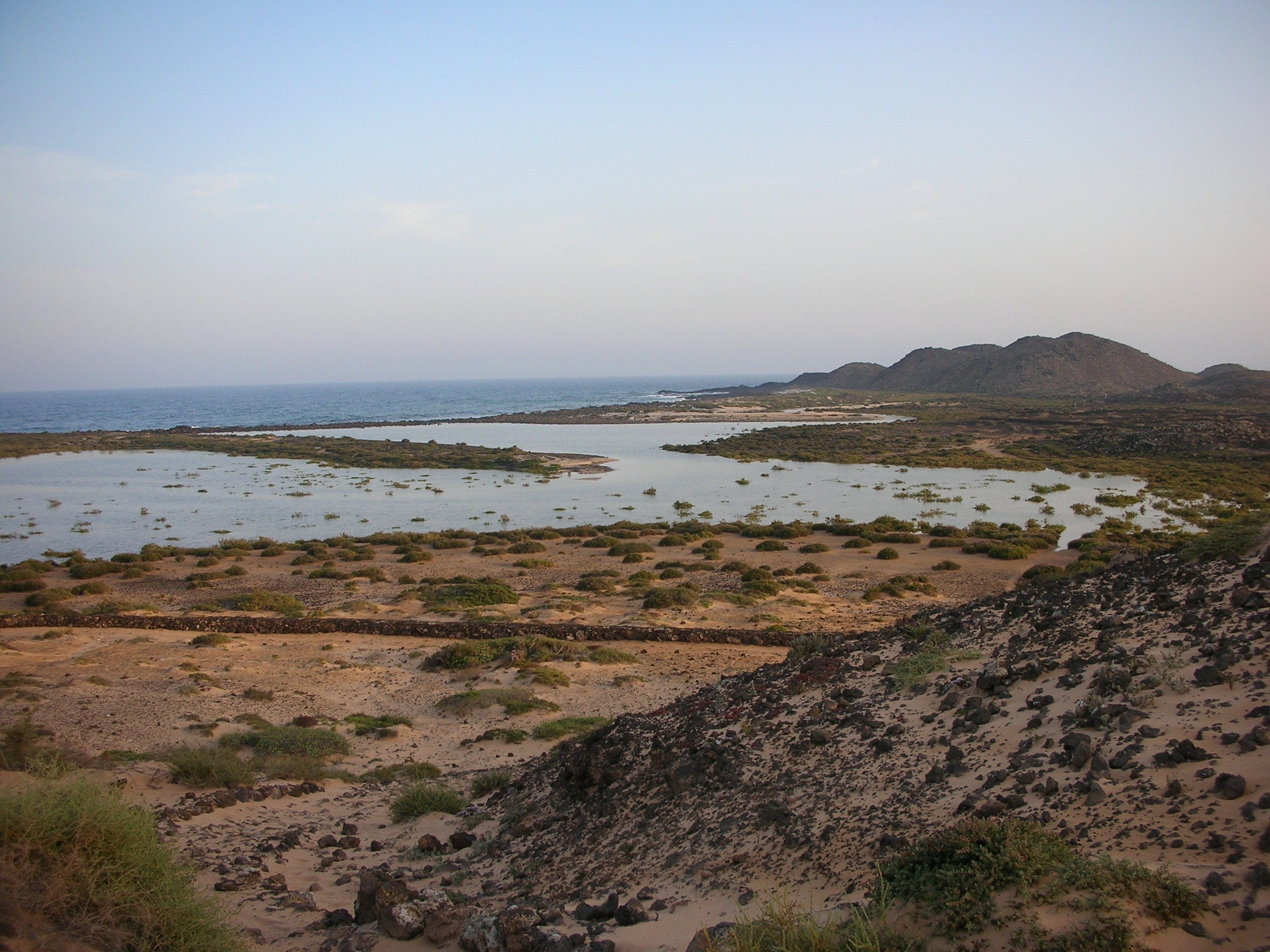
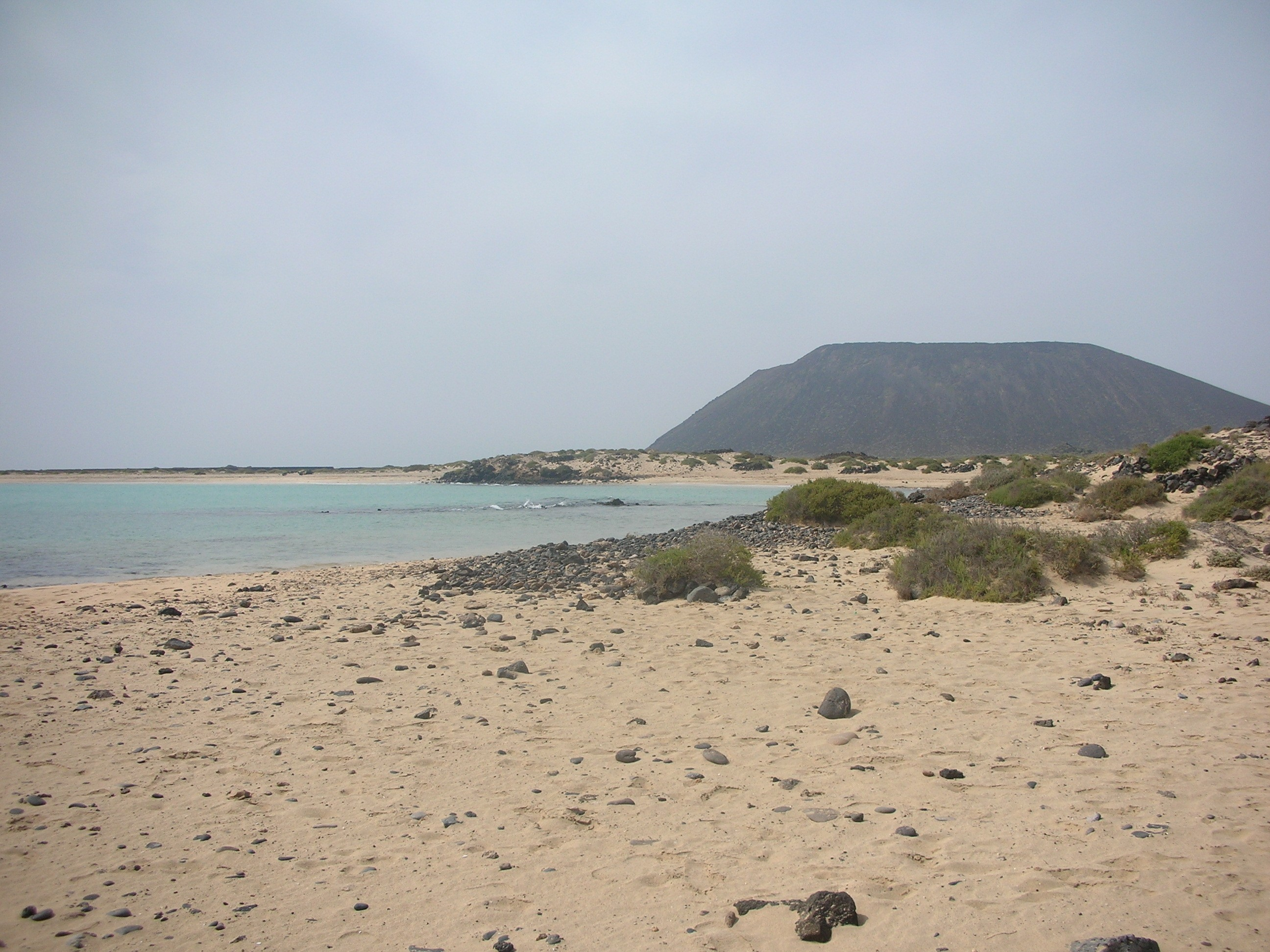
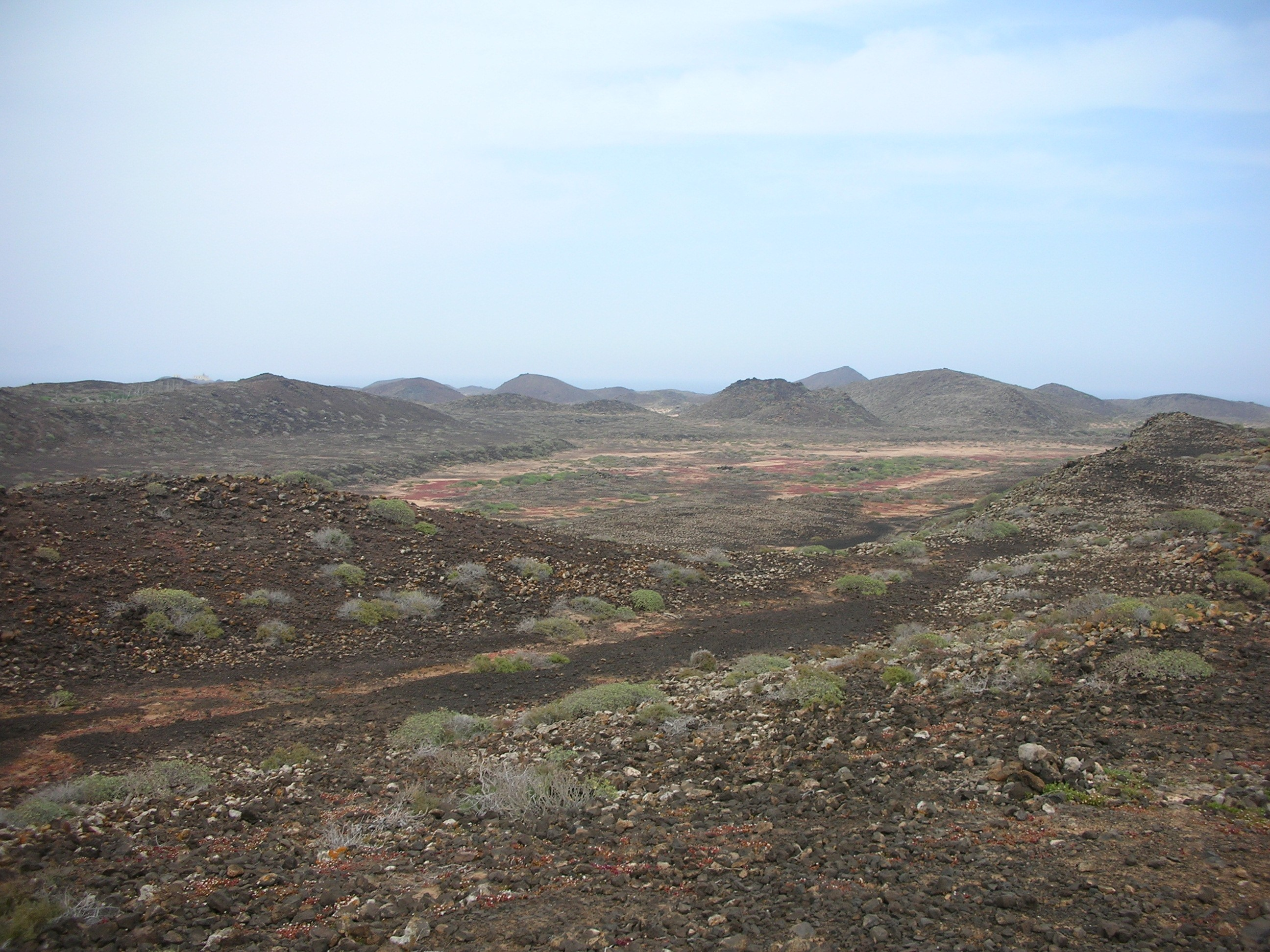
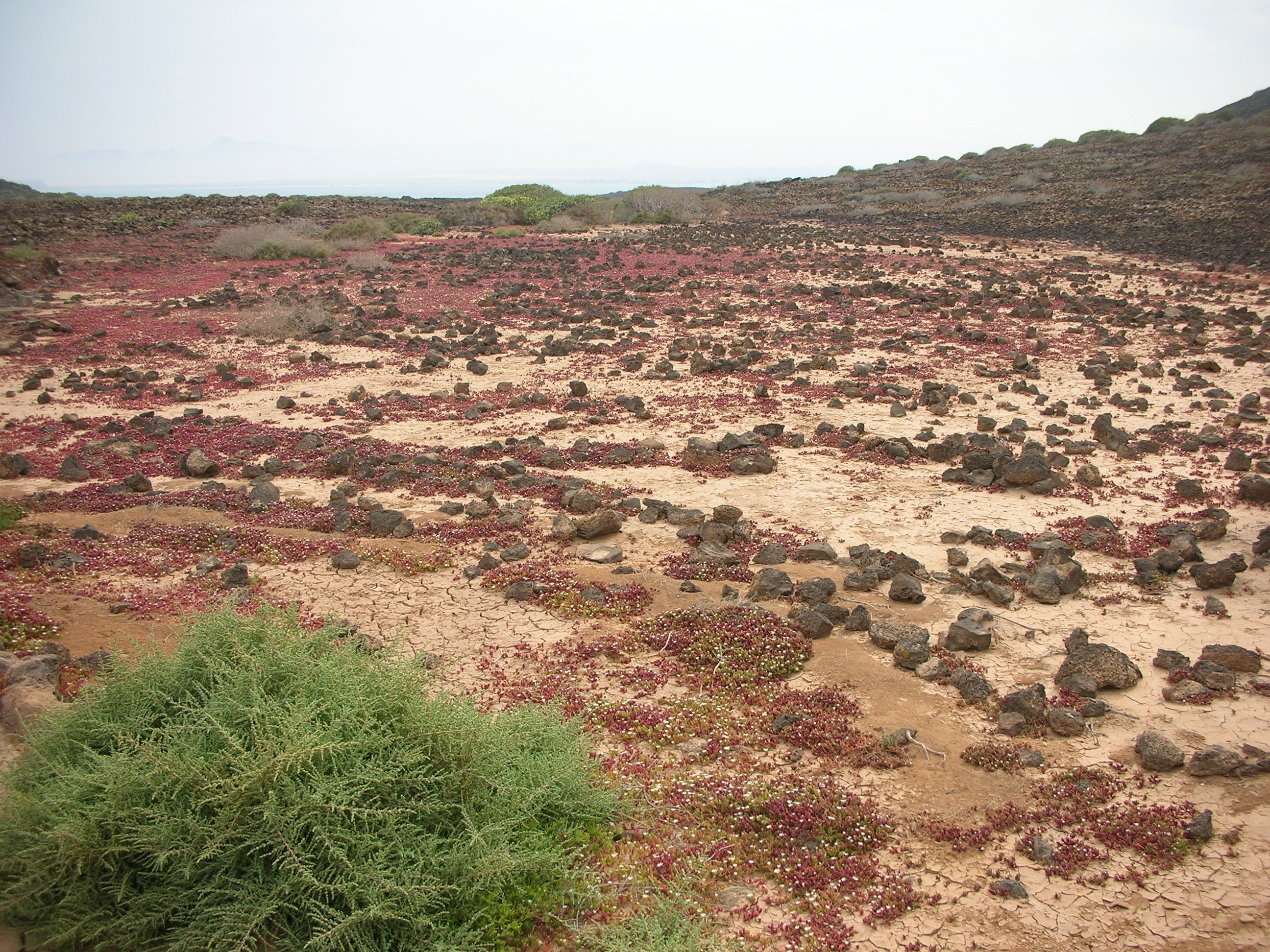
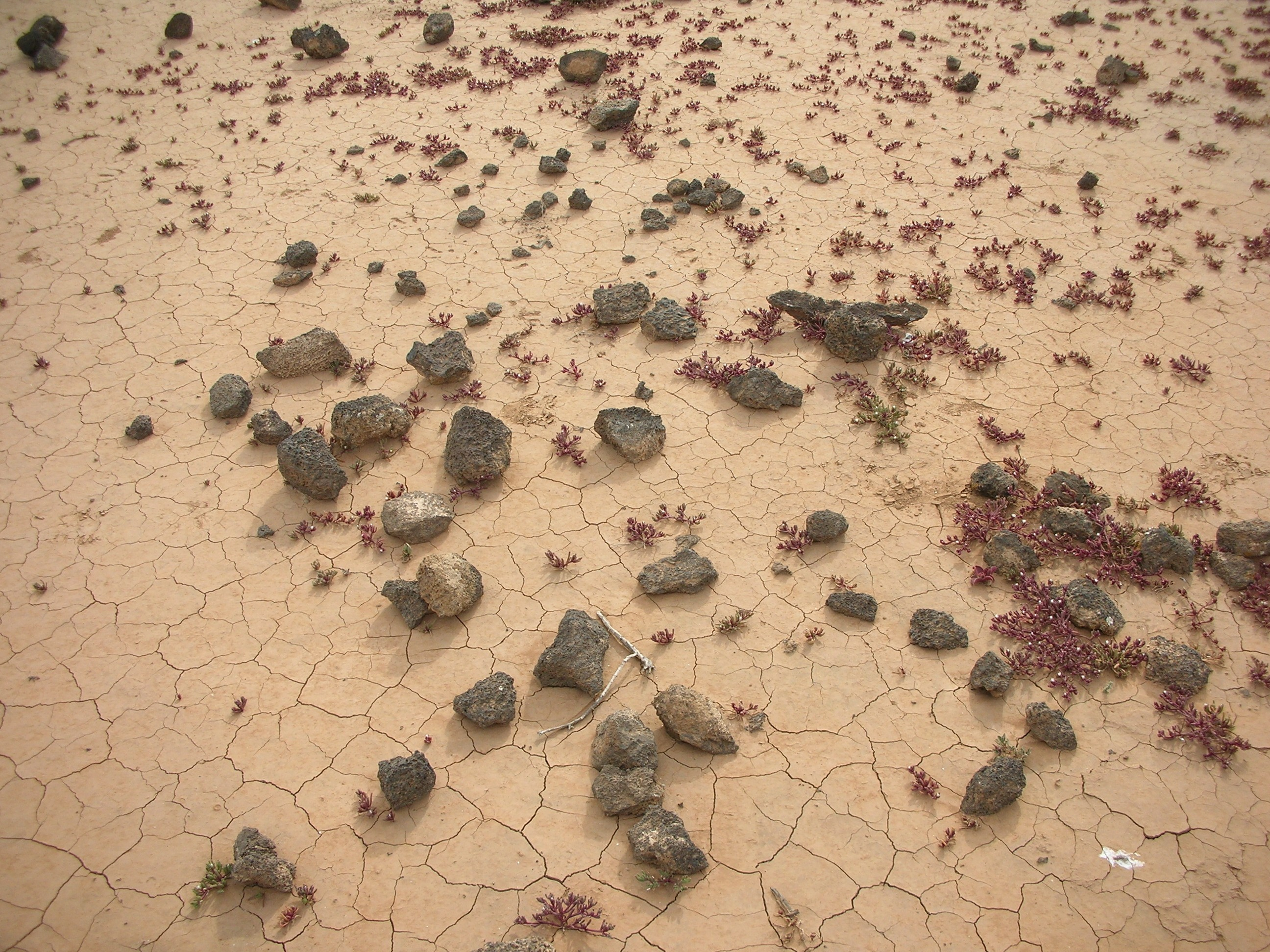
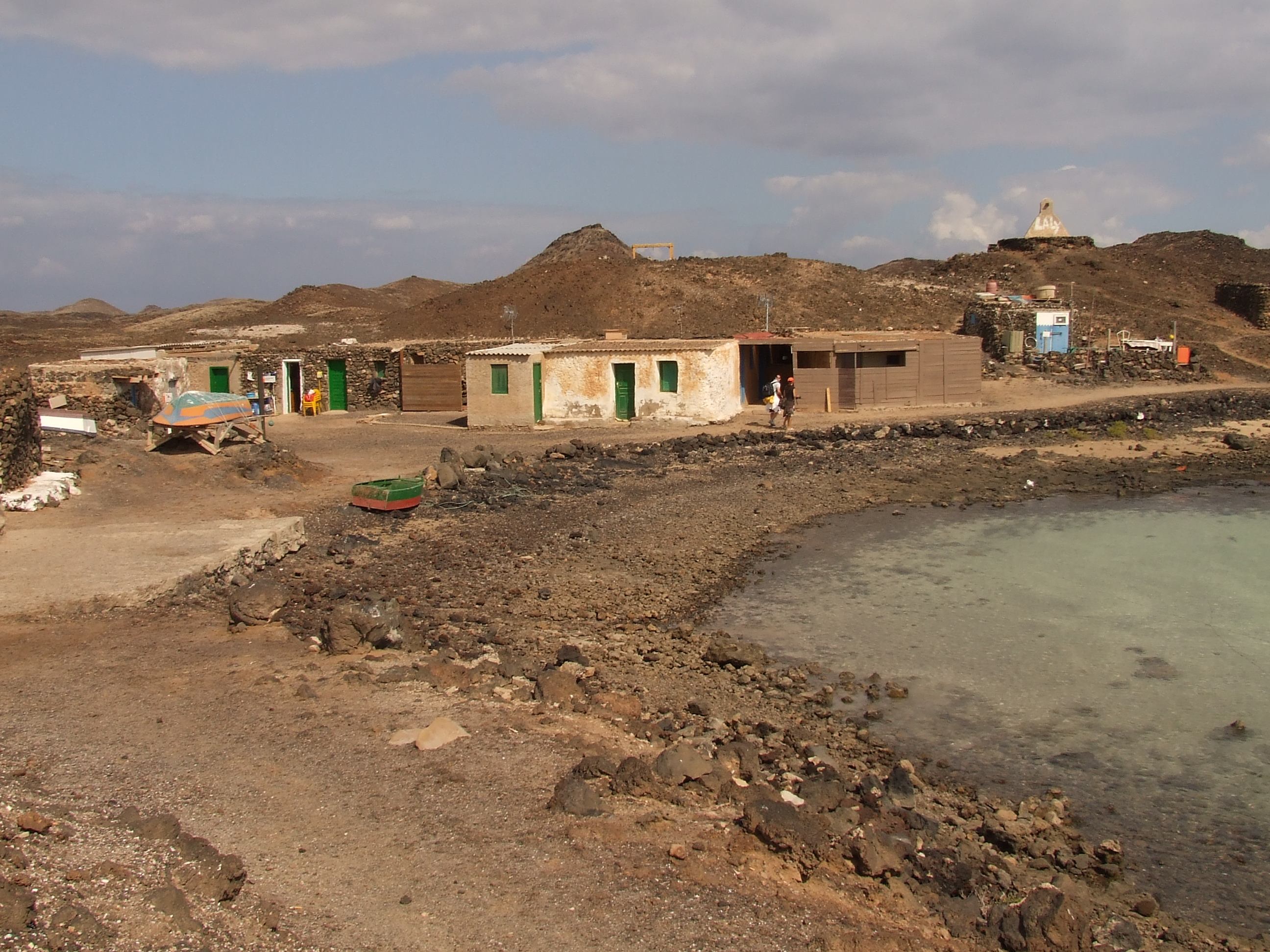
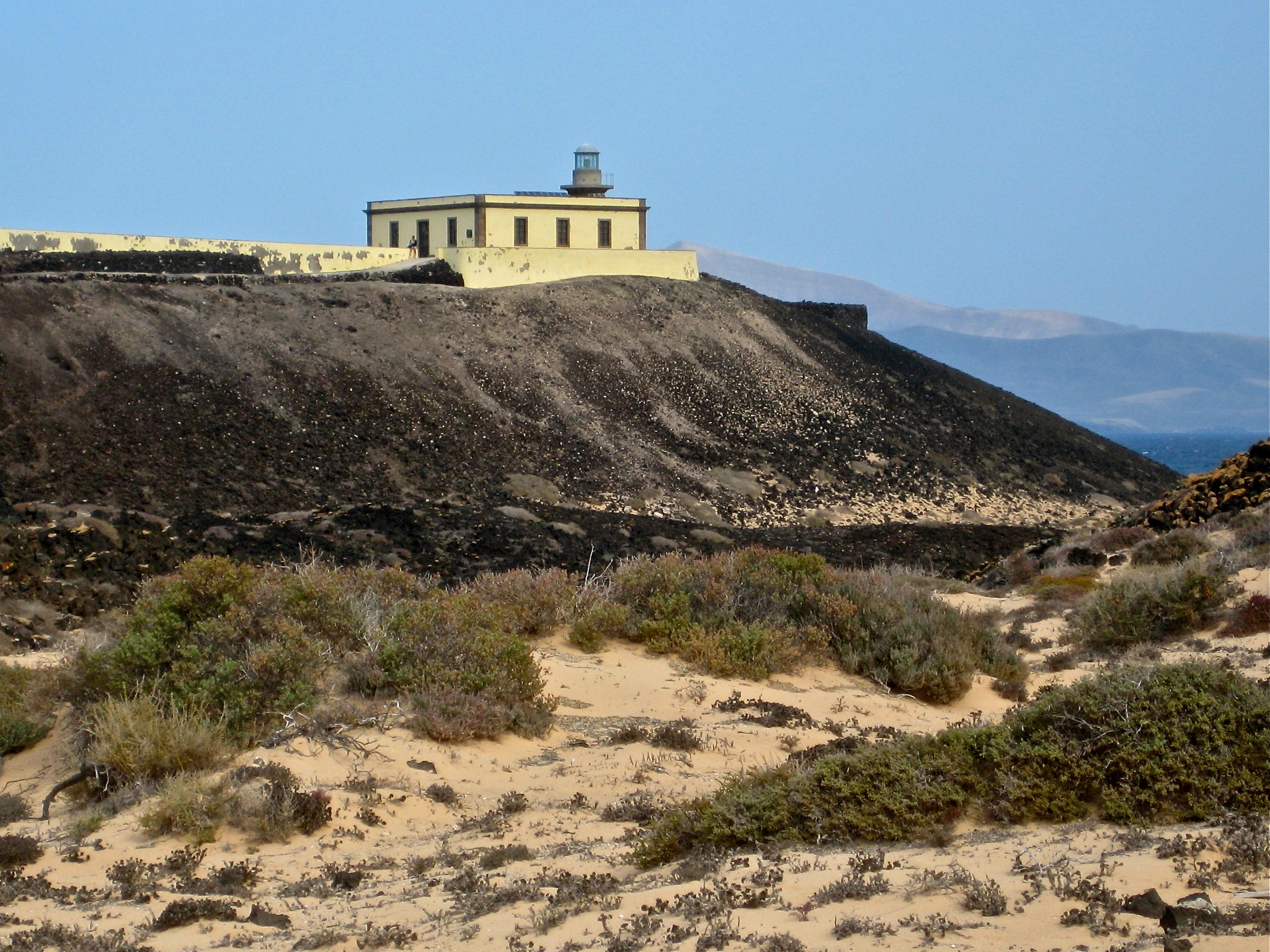